# Manzana (футзальний клуб)
«Manzana» — футзальна команда з Києва. Названа на честь спонсора - інтернет-крамниці «Manzana», що в перекладі з іспанської мови означає «яблуко». Володар Кубка України 2014/15. 

## Історія

### Назви клубу
- 2008–2012: «K-mobile»
- 2012– : «Manzana»

У 2008 році колишній одногрупник Сергія Рівного попросив його стати спонсором своєї команди. Назва команди походила від назви спонсора - фірми K-mobile Group. Першим тренером команди став Олександр Москаленко. Команда виступала у Бізнес-лізі. У 2010 році «K-mobile» паралельно заявився у Корпоративну лігу, де команда досягла перших значних успіхів. У першому ж турнірі посіла 4-те місце, а два її гравці - капітан Віталій Мельник і президент Сергій Рівний посіли відповідно 2-ге і 3-тє місця у списку найкращих бомбардирів турніру. У 2011 і 2012-му роках команда доходила до фіналу Корпоративної ліги, але обидва рази поступилася.
Починаючи з сезону 2011/12 клуб тричі поспіль завойовував бронзові нагороди Ліги А Бізнес-ліги. Перед сезоном 2012/13 команда змінила назву на «Manzana», теж на честь спонсора, цього разу інтернет-крамниці http://manzana.ua [Архівовано 9 квітня 2022 у Wayback Machine.]. За цей час на тренерському містку команди працювали такі фахівці, як Віталій Шишов і Євген Варениця.
Перед стартом сезону 2014/15 «Manzana» очолив новий головний тренер Тарас Шпичка і цей сезон став найуспішнішим в історії клубу. В Лізі А Бізнес-ліги команда вперше за часи своїх виступів завоювала срібні нагороди. Також «Manzana» вирішила спробувати свої сили на всеукраїнській арені і заявилася на Кубка України, який завоювала з першого разу. На шляху до кубкового тріумфу столичний колектив пройшов представників екстра-ліги - чинного чемпіона «Локомотив» (Харків), «ЛТК» (Луганськ), представників першої ліги - столичні «Епіцентр К3» і «ХІТ», «Спортлідер-2» (Хмельницький), а також аматорський «Епіцентр К10» з Івано-Франківська.
У сезоні 2015/16 команда стартувала у Першій лізі чемпіонату України.

## Склад команди

Емблема команди з 2008 по 2012 рік

Станом на 20 квітня 2015 року.
| №  | Гравець             | Позиція  | Національність |
| 1  | Володимир Негель    | Воротар  | Україна        |
| 23 | Юрій Балашев        | Воротар  | Україна        |
| 2  | Микола Федоренко    | Польовий | Україна        |
| 3  | Апті Накаєв         | Польовий | Росія          |
| 4  | Денис Крошан        | Польовий | Україна        |
| 5  | Віталій Мельник (К) | Польовий | Україна        |
| 7  | Максим Івонко       | Польовий | Україна        |
| 9  | Ярослав Аксьонов    | Польовий | Україна        |
| 11 | Євген Смоловик      | Польовий | Україна        |
| 17 | Юрій Мельник        | Польовий | Україна        |
| 21 | Максим Алєксюк      | Польовий | Україна        |
| 55 | Віктор Арановський  | Польовий | Україна        |
| 77 | Олег Мамай          | Польовий | Україна        |
| 88 | Антон Бутко         | Польовий | Україна        |

## Титули і досягнення
- Володар Кубка України: 2014/2015
- Срібний призер чемпіонату України у Першій лізі: 2015/16
- Срібний призер Ліги А Бізнес-ліги: 2014/15
- Бронзовий призер Ліги А Бізнес-ліги (3): 2011/12, 2012/13, 2013/14
- Срібний призер Корпоративної ліги: 2010, 2011

## Виступи в Кубку України
| Сезон   | Досягнення       | І | В | Н | П | РМ    |
| 2014/15 | Перемога в Кубку | 8 | 4 | 4 | 0 | 30-17 |
| Загалом | Загалом          | 8 | 4 | 4 | 0 | 30-17 |
| ------- | ---------------- | - | - | - | - | ----- |

## Рекорди
- Найбільша перемога: 6:1 («Спортлідер+-2» Хмельницький, 24 жовтня 2014 року, Київ)
- Найбільша перемога в Кубку України: 6:1 («Спортлідер+-2» Хмельницький, 24 жовтня 2014 року, Київ)
- Найдовша безпрограшна серія в Кубку України: 8 ігор: 4 перемоги, 4 нічиї (24.10.2014-04.04.2015)
- Найкращий бомбардир в Кубку України: 9 голів - Євген Смоловик

## Цікаві факти
- Єдина в історії Кубка України аматорська команда, яка здобула цей трофей.